# Grecia en el Festival de la Canción de Eurovisión 2021
Grecia participó en el LXV Festival de la Canción de Eurovisión, celebrado en Róterdam, Países Bajos del 18 al 22 de mayo del 2021, tras la victoria de Duncan Laurence con la canción «Arcade». La Ellinikí Radiofonía Tileórasi (ERT) decidió mantener a la representante de Grecia de la cancelada edición de 2020, la artista greco-neerlandesa Stefania Liberakakis para participar en la edición de 2021, siendo presentada en el mes de marzo la canción «Last Dance» con la cual competiría.
Tras clasificarse en 6.ª posición de la semifinal 2 con 184 puntos, Grecia finalizó en 10.ª posición con una sumatoria de 170 puntos: 91 del jurado profesional y 79 del televoto, que también la posicionaron en 10.º lugar. Este fue el primer Top 10 griego desde 2013.

## Historia de Grecia en el Festival
Grecia debutó en el festival de 1974, participando desde entonces en 40 ocasiones. Grecia ha ganado en una ocasión el certamen: en 2005 con Helena Paparizou y la canción «My number one». Si bien al principio de sus participaciones Grecia solía tener resultados discretos, una vez iniciado el siglo XXI y con la introducción del televoto y las semifinales en 1998 y 2004 respectivamente, Grecia se convirtió en uno de los países con mejor trayectoria en el festival, logrando clasificarse en 10 ocasiones en el Top 10 entre 2001 y 2013, y teniendo su primera eliminación en semifinales hasta 2016. Siendo un país regular dentro de la gran final, Grecia se ha clasificado en 19 ocasiones dentro de los 10 mejores del concurso. Grecia también es reconocido dentro de las votaciones por sus constante intercambio de puntos con Chipre. 
La representante para la edición cancelada de 2020 era la cantante greco-neerlandesa Stefania con la canción «Superg!rl». En 2019, la cantante greco-canadiense Katerine Duska terminó en 21.ª posición con 74 puntos en la gran final, con el tema «Better Love».

## Representante para Eurovisión

### Elección Interna
Grecia confirmó su participación en el Festival de la Canción de Eurovisión 2021 en marzo de 2020, una vez anunciada la cancelación de la edición de Róterdam 2020. La ERT anunció, que al igual que la haría la mayoría de los países participantes, volvió a seleccionar como representante a la participante elegida para la edición de 2020, la cantante Stefania Liberakakis.  En diciembre de 2020, la ERT confirmó que seleccionaría de manera interna la canción con la que participaría Stefania, siendo anunciada el 7 de enero de 2021 la canción dance pop «Last Dance» compuesto por Sharon Vaughn, el grupo ARCADE y Dimitris Kontopoulos. La canción y el videoclip fueron presentados el 10 de marzo de 2021.

## En Eurovisión
De acuerdo a las reglas del festival, todos los concursantes inician desde las semifinales, a excepción del anfitrión (en este caso, Países Bajos) y el Big Five compuesto por Alemania, España, Francia, Italia y Reino Unido. La producción del festival decidió respetar el sorteo ya realizado para la edición cancelada de 2020 por lo que se determinó que el país, tendría que participar en la segunda semifinal. En este mismo sorteo, se determinó que participaría en la primera mitad de la semifinal (posiciones 1-9). Semanas después, ya conocidos los artistas y sus respectivas canciones participantes, la producción del programa dio a conocer el orden de actuación, determinando que Grecia participara en la cuarta posición, precedida por República Checa y seguida de Austria.
Los comentarios para Grecia corrieron por parte de Maria Kozakou y Giorgos Kapoutzidis para televisión y de Dimitris Meidanis para radio, al que se le unió Giorgos Katsaros en la gran final. El portavoz del jurado profesional griego fue Manolis Gkinis.

### Semifinal 2
Grecia tomó parte de los primeros ensayos los días 10 y 13 de mayo, así como de los ensayos generales con vestuario de la segunda semifinal los días 19 y 20 de mayo. El ensayo general de la tarde del 19 fue tomado en cuenta por los jurados profesionales para emitir sus votos, que representan el 50% de los puntos. Grecia se presentó en la posición 4, detrás de Austria y por delante de República Checa. En la actuación griega, Stefania fue acompañada por 4 bailarines, los cuales la mayor parte del tiempo hicieron uso de croma con el cual aparentaban que prendas de vestir bailaban junto a Stefania sobre un fondo de edificios en colores morado y gris, jugando también con una escalera que también hacía uso del croma. En la parte final de la actuación, los bailarines se revelaron para acompañar en la coreografía a Stefania.
Al final del show, Grecia fue anunciada como uno de los 10 países finalistas. Los resultados revelados una vez terminado el festival, clasificaron a Grecia en 6.ª posición con 184 puntos, colocándose en 5.º lugar en la votación del jurado profesional con 104 puntos, y obteniendo la 8ª posición en la votación del televoto con 80 puntos.

### Final
Durante la rueda de prensa de los ganadores de la segunda semifinal, se realizó el sorteo en el que se decidió en que mitad participaría cada finalista. Grecia fue sorteada para participar en la primera mitad de la final (posiciones 1-13). El orden de actuación revelado durante la madrugada del viernes 21 de mayo, en el que se decidió que Grecia debía actuar en la posición 10 por delante del Reino Unido y detrás de Suiza.
Durante la votación final, Grecia se colocó en 10.ª posición del jurado profesional con 91 puntos, incluyendo la máxima puntuación de los jurados de Chipre y Francia. Posteriormente, se reveló su votación del público: un 10° lugar con 79 puntos, recibiendo la máxima puntuación de Chipre. La sumatoria total colocaría a Grecia en el lugar 10 con 170 puntos. Este se convertiría en el mejor resultado para el país en 7 años, siendo su primer top 10 desde 2013.

### Votación

#### Puntuación otorgada a Grecia

##### Semifinal 2
| Jurado                  | Jurado                            | Jurado               | Jurado                                | Jurado                           |
| 12 puntos               | 10 puntos                         | 8 puntos             | 7 puntos                              | 6 puntos                         |
| ----------------------- | --------------------------------- | -------------------- | ------------------------------------- | -------------------------------- |
| - Francia - Polonia     | - Albania - Bulgaria - San Marino | - Moldavia - Serbia  | - España - Islandia                   | - Finlandia                      |
| 5 puntos                | 4 puntos                          | 3 puntos             | 2 puntos                              | 1 punto                          |
| - República Checa       |                                   | - Estonia - Portugal | - Dinamarca                           | - Suiza                          |
| Televoto                |                                   |                      |                                       |                                  |
| 12 puntos               | 10 puntos                         | 8 puntos             | 7 puntos                              | 6 puntos                         |
| - Moldavia              | - Albania - Georgia - Portugal    | - Bulgaria - Serbia  |                                       |                                  |
| 5 puntos                | 4 puntos                          | 3 puntos             | 2 puntos                              | 1 punto                          |
| - Islandia - San Marino |                                   | - Dinamarca          | - Finlandia - República Checa - Suiza | - España - Letonia - Reino Unido |

##### Final
| Jurado             | Jurado         | Jurado                                  | Jurado                  | Jurado             |
| 12 puntos          | 10 puntos      | 8 puntos                                | 7 puntos                | 6 puntos           |
| ------------------ | -------------- | --------------------------------------- | ----------------------- | ------------------ |
| - Chipre - Francia | - Azerbaiyán   | - Bulgaria - Moldavia - San Marino      | - Rusia                 | - Albania - Malta  |
| 5 puntos           | 4 puntos       | 3 puntos                                | 2 puntos                | 1 punto            |
|                    | - Islandia     | - Eslovenia - Serbia                    | - Finlandia             | - España - Noruega |
| Televoto           |                |                                         |                         |                    |
| 12 puntos          | 10 puntos      | 8 puntos                                | 7 puntos                | 6 puntos           |
| - Chipre - Georgia | - Países Bajos | - Albania - Eslovenia - República Checa | - Moldavia - San Marino |                    |
| 5 puntos           | 4 puntos       | 3 puntos                                | 2 puntos                | 1 punto            |
|                    |                | - Serbia                                | - Bulgaria - Portugal   |                    |

#### Puntuación otorgada por Grecia
| Puntos    | Jurado          | Televoto   |
| --------- | --------------- | ---------- |
| 12 puntos | Moldavia        | Moldavia   |
| 10 puntos | San Marino      | Albania    |
| 8 puntos  | Bulgaria        | Finlandia  |
| 7 puntos  | Islandia        | Suiza      |
| 6 puntos  | Albania         | Bulgaria   |
| 5 puntos  | Portugal        | Islandia   |
| 4 puntos  | República Checa | Serbia     |
| 3 puntos  | Serbia          | Portugal   |
| 2 puntos  | Polonia         | San Marino |
| 1 punto   | Estonia         | Dinamarca  |

| Puntos    | Jurado     | Televoto   |
| --------- | ---------- | ---------- |
| 12 puntos | Chipre     | Chipre     |
| 10 puntos | Moldavia   | Italia     |
| 8 puntos  | Bulgaria   | Francia    |
| 7 puntos  | San Marino | Albania    |
| 6 puntos  | Malta      | Finlandia  |
| 5 puntos  | Francia    | Ucrania    |
| 4 puntos  | Italia     | Suiza      |
| 3 puntos  | Bélgica    | Malta      |
| 2 puntos  | Rusia      | Azerbaiyán |
| 1 punto   | Ucrania    | Rusia      |

##### Desglose
El jurado griego estuvo compuesto por:
- Xenia Ghali
- Athena Konstantinou
- Fotis Sergoulopoulos
- Adam Tsarouchis
- Ioannis Vasilopoulos

| Semifinal 2 | Semifinal 2     | Semifinal 2                | Semifinal 2                | Semifinal 2                | Semifinal 2                | Semifinal 2                | Semifinal 2                | Semifinal 2                | Semifinal 2                | Semifinal 2                |
| N.º         | País            | Jurado                     | Jurado                     | Jurado                     | Jurado                     | Jurado                     | Jurado                     | Jurado                     | Televoto                   | Televoto                   |
| N.º         | País            | Jurado A                   | Jurado B                   | Jurado C                   | Jurado D                   | Jurado E                   | Ranking                    | Puntos                     | Ranking                    | Puntos                     |
| ----------- | --------------- | -------------------------- | -------------------------- | -------------------------- | -------------------------- | -------------------------- | -------------------------- | -------------------------- | -------------------------- | -------------------------- |
| 01          | San Marino      | 3                          | 3                          | 7                          | 2                          | 2                          | 2                          | 10                         | 9                          | 2                          |
| 02          | Estonia         | 9                          | 9                          | 4                          | 9                          | 13                         | 10                         | 1                          | 13                         |                            |
| 03          | República Checa | 15                         | 5                          | 14                         | 11                         | 3                          | 7                          | 4                          | 15                         |                            |
| 04          | Grecia          | -------------------------- | -------------------------- | -------------------------- | -------------------------- | -------------------------- | -------------------------- | -------------------------- | -------------------------- | -------------------------- |
| 05          | Austria         | 14                         | 8                          | 15                         | 12                         | 4                          | 13                         |                            | 14                         |                            |
| 06          | Polonia         | 7                          | 7                          | 6                          | 10                         | 9                          | 9                          | 2                          | 16                         |                            |
| 07          | Moldavia        | 2                          | 1                          | 1                          | 1                          | 1                          | 1                          | 12                         | 1                          | 12                         |
| 08          | Islandia        | 1                          | 13                         | 10                         | 6                          | 10                         | 4                          | 7                          | 6                          | 5                          |
| 09          | Serbia          | 5                          | 12                         | 5                          | 7                          | 15                         | 8                          | 3                          | 7                          | 4                          |
| 10          | Georgia         | 8                          | 10                         | 9                          | 13                         | 14                         | 14                         |                            | 11                         |                            |
| 11          | Albania         | 10                         | 6                          | 3                          | 8                          | 7                          | 5                          | 6                          | 2                          | 10                         |
| 12          | Portugal        | 6                          | 4                          | 8                          | 14                         | 8                          | 6                          | 5                          | 8                          | 3                          |
| 13          | Bulgaria        | 4                          | 2                          | 2                          | 5                          | 5                          | 3                          | 8                          | 5                          | 6                          |
| 14          | Finlandia       | 11                         | 16                         | 16                         | 15                         | 16                         | 16                         |                            | 3                          | 8                          |
| 15          | Letonia         | 12                         | 14                         | 12                         | 3                          | 12                         | 12                         |                            | 12                         |                            |
| 16          | Suiza           | 13                         | 11                         | 13                         | 4                          | 6                          | 11                         |                            | 4                          | 7                          |
| 17          | Dinamarca       | 16                         | 15                         | 11                         | 16                         | 11                         | 15                         |                            | 10                         | 1                          |

| Final | Final        | Final                      | Final                      | Final                      | Final                      | Final                      | Final                      | Final                      | Final                      | Final                      |
| N.º   | País         | Jurado                     | Jurado                     | Jurado                     | Jurado                     | Jurado                     | Jurado                     | Jurado                     | Televoto                   | Televoto                   |
| N.º   | País         | Jurado A                   | Jurado B                   | Jurado C                   | Jurado D                   | Jurado E                   | Ranking                    | Puntos                     | Ranking                    | Puntos                     |
| ----- | ------------ | -------------------------- | -------------------------- | -------------------------- | -------------------------- | -------------------------- | -------------------------- | -------------------------- | -------------------------- | -------------------------- |
| 01    | Chipre       | 3                          | 3                          | 1                          | 2                          | 1                          | 1                          | 12                         | 1                          | 12                         |
| 02    | Albania      | 12                         | 11                         | 12                         | 9                          | 10                         | 17                         |                            | 4                          | 7                          |
| 03    | Israel       | 9                          | 21                         | 21                         | 3                          | 19                         | 15                         |                            | 22                         |                            |
| 04    | Bélgica      | 14                         | 10                         | 14                         | 1                          | 23                         | 8                          | 3                          | 18                         |                            |
| 05    | Rusia        | 4                          | 12                         | 8                          | 16                         | 7                          | 9                          | 2                          | 10                         | 1                          |
| 06    | Malta        | 8                          | 6                          | 9                          | 8                          | 4                          | 5                          | 6                          | 8                          | 3                          |
| 07    | Portugal     | 17                         | 19                         | 2                          | 21                         | 24                         | 16                         |                            | 19                         |                            |
| 08    | Serbia       | 13                         | 16                         | 18                         | 12                         | 17                         | 19                         |                            | 16                         |                            |
| 09    | Reino Unido  | 23                         | 23                         | 15                         | 22                         | 21                         | 24                         |                            | 24                         |                            |
| 10    | Grecia       | -------------------------- | -------------------------- | -------------------------- | -------------------------- | -------------------------- | -------------------------- | -------------------------- | -------------------------- | -------------------------- |
| 11    | Suiza        | 11                         | 15                         | 3                          | 17                         | 16                         | 14                         |                            | 7                          | 4                          |
| 12    | Islandia     | 2                          | 14                         | 16                         | 18                         | 15                         | 13                         |                            | 11                         |                            |
| 13    | España       | 21                         | 18                         | 20                         | 24                         | 11                         | 20                         |                            | 23                         |                            |
| 14    | Moldavia     | 5                          | 5                          | 6                          | 4                          | 3                          | 2                          | 10                         | 21                         |                            |
| 15    | Alemania     | 24                         | 25                         | 24                         | 19                         | 22                         | 25                         |                            | 20                         |                            |
| 16    | Finlandia    | 19                         | 17                         | 19                         | 25                         | 18                         | 22                         |                            | 5                          | 6                          |
| 17    | Bulgaria     | 6                          | 2                          | 5                          | 5                          | 9                          | 3                          | 8                          | 12                         |                            |
| 18    | Lituania     | 20                         | 22                         | 4                          | 7                          | 8                          | 11                         |                            | 13                         |                            |
| 19    | Ucrania      | 16                         | 7                          | 17                         | 23                         | 2                          | 10                         | 1                          | 6                          | 5                          |
| 20    | Francia      | 1                          | 13                         | 10                         | 13                         | 14                         | 6                          | 5                          | 3                          | 8                          |
| 21    | Azerbaiyán   | 10                         | 8                          | 11                         | 10                         | 6                          | 12                         |                            | 9                          | 2                          |
| 22    | Noruega      | 22                         | 20                         | 22                         | 14                         | 20                         | 21                         |                            | 14                         |                            |
| 23    | Países Bajos | 25                         | 24                         | 25                         | 20                         | 13                         | 23                         |                            | 25                         |                            |
| 24    | Italia       | 15                         | 1                          | 13                         | 15                         | 12                         | 7                          | 4                          | 2                          | 10                         |
| 25    | Suecia       | 18                         | 9                          | 23                         | 11                         | 25                         | 18                         |                            | 15                         |                            |
| 26    | San Marino   | 7                          | 4                          | 7                          | 6                          | 5                          | 4                          | 7                          | 17                         |                            |